# Motomondiale 1998
La stagione 1998 è stata la cinquantesima del motomondiale; il numero di prove rispetto all'edizione precedente si ridusse di una, passando a quattordici. Non si disputarono i gran premi dell'Indonesia, d'Austria e del Brasile, tornò il Gran Premio motociclistico d'Argentina e fu previsto anche il Gran Premio motociclistico del Portogallo; la pista dell'Estoril su cui avrebbe dovuto disputarsi quest'ultimo non venne approntata in tempo, si ripiegò pertanto su una prova disputata in Spagna sul circuito di Jarama denominata Gran Premio motociclistico di Madrid.

## Il contesto
Neanche quest'anno vennero introdotte modifiche particolari ai regolamenti tecnici, salvo l'obbligo all'utilizzo di benzina verde, né vennero modificate le regole in merito ai punteggi e alla loro assegnazione.
In compenso vi fu un'ennesima variazione per quanto riguarda l'ordine dei gran premi; la stagione iniziò con le due trasferte asiatiche in Giappone e Malaysia per passare in seguito a dieci prove disputate tutte in Europa tra maggio e settembre. Tra l'altro vi fu una situazione strana per il Gran Premio motociclistico della Malesia: la corsa avrebbe dovuto essere disputata sul nuovo circuito di Sepang in sostituzione del precedente Circuito di Shah Alam ma non vennero terminati in tempo i lavori necessari; venne così disputato (per l'unica volta) su un terzo circuito, quello di Johor.
Le due ultime prove furono poi in Oceania per il Gran Premio motociclistico d'Australia e in Sudamerica dove si corse solo in Argentina visto l'annullamento della prova inizialmente prevista in Brasile.
Ennesima vittoria dell'accoppiata Michael Doohan-Honda nella classe 500, con l'australiano che conquistò otto vittorie e la Honda che dominò la classifica costruttori.
Il campione in carica della classe 250, Max Biaggi cambiò categoria passando nella 500, il titolo andò a Loris Capirossi mentre alla quarto di litro approdava quest'anno il campione delle 125 dell'anno precedente, Valentino Rossi, anch'egli salito di categoria.
Quattro anni dopo il suo primo titolo, Kazuto Sakata vinse il mondiale della 125 con l'Aprilia, dopo una lotta estenuante con Tomomi Manako e Marco Melandri.

## Il calendario
| Data Resoconto         | Gran Premio (Circuito)               | Vincitori         | Vincitori         | Vincitori      | Vincitori | Vincitori | Vincitori |
| Data Resoconto         | Gran Premio (Circuito)               | classe 125        | classe 250        | classe 500     |           |           |           |
| 5 aprile Resoconto     | GP del Giappone (Suzuka)             | Kazuto Sakata     | Daijirō Katō      | Max Biaggi     |           |           |           |
| 19 aprile Resoconto    | GP della Malesia (Johor)             | Noboru Ueda       | Tetsuya Harada    | Michael Doohan |           |           |           |
| 3 maggio Resoconto     | GP di Spagna (Jerez)                 | Kazuto Sakata     | Loris Capirossi   | Àlex Crivillé  |           |           |           |
| 17 maggio Resoconto    | GP d'Italia (Mugello)                | Tomomi Manako     | Marcellino Lucchi | Michael Doohan |           |           |           |
| 31 maggio Resoconto    | GP di Francia (Paul Ricard)          | Kazuto Sakata     | Tetsuya Harada    | Àlex Crivillé  |           |           |           |
| 14 giugno Resoconto    | GP di Madrid (Jarama)                | Lucio Cecchinello | Tetsuya Harada    | Carlos Checa   |           |           |           |
| 27 giugno Resoconto    | GP d'Olanda (Assen)                  | Marco Melandri    | Valentino Rossi   | Michael Doohan |           |           |           |
| 5 luglio Resoconto     | GP di Gran Bretagna (Donington Park) | Kazuto Sakata     | Loris Capirossi   | Simon Crafar   |           |           |           |
| 19 luglio Resoconto    | GP di Germania (Sachsenring)         | Tomomi Manako     | Tetsuya Harada    | Michael Doohan |           |           |           |
| 23 agosto Resoconto    | GP della Repubblica Ceca (Brno)      | Marco Melandri    | Tetsuya Harada    | Max Biaggi     |           |           |           |
| 6 settembre Resoconto  | GP Città di Imola (Imola)            | Tomomi Manako     | Valentino Rossi   | Michael Doohan |           |           |           |
| 20 settembre Resoconto | GP di Catalogna (Catalunya)          | Tomomi Manako     | Valentino Rossi   | Michael Doohan |           |           |           |
| 4 ottobre Resoconto    | GP d'Australia (Phillip Island)      | Masao Azuma       | Valentino Rossi   | Michael Doohan |           |           |           |
| 25 ottobre Resoconto   | GP d'Argentina (Buenos Aires)        | Tomomi Manako     | Valentino Rossi   | Michael Doohan |           |           |           |

## Sistema di punteggio e legenda
| Pos.  | 1  | 2  | 3  | 4  | 5  | 6  | 7 | 8 | 9 | 10 | 11 | 12 | 13 | 14 | 15 | 16 > |
| ----- | -- | -- | -- | -- | -- | -- | - | - | - | -- | -- | -- | -- | -- | -- | ---- |
| Punti | 25 | 20 | 16 | 13 | 11 | 10 | 9 | 8 | 7 | 6  | 5  | 4  | 3  | 2  | 1  | 0    |

## Le classi

### Classe 500
Un esordio tra le case motociclistiche in gara: la MuZ Weber che riprendeva la denominazione dell'antica MZ, con in sella inizialmente Doriano Romboni, poi sostituito da Eskil Suter, Jean-Philippe Ruggia ed infine da Luca Cadalora. Per la casa ex tedesco-orientale era nominalmente il ritorno nei Gran Premi, abbandonati alla fine della stagione 1977.
Dopo una straordinaria partenza (vittoria, pole position e giro veloce al debutto nella classe regina, eguagliando il record di Saarinen di vincitore nella gara d'esordio in 500) Max Biaggi nella sua prima annata nella classe regina chiuse al secondo posto in classifica, vincendo due gare ed ottenendo numerosi podi, comandando a lungo la classifica piloti, fino a tre gare dal termine della stagione, quando a Barcellona gli venne esposta la bandiera nera per non essere rientrato ai box a scontare una penalità.
La classifica finale vide ai primi cinque posti piloti equipaggiati con moto Honda con al primo posto Mick Doohan che ottenne così il quinto titolo consecutivo, seguito da Biaggi che correva con il team Kanemoto e da Àlex Crivillé compagno di squadra del vincitore nella squadra HRC, e vincitore di due prove. Con la vittoria in occasione del GP di Germania Doohan raggiunse anche il cinquantesimo successo in una gara del motomondiale, tutti ottenuti in classe 500.
Simon Crafar vinse il GP di Gran Bretagna con la sua Yamaha, era dal 1996 che la casa dei tre diapason non vinceva una gara, così come mancava un pilota neozelandese al primo posto in un GP della classe regina dal motomondiale 1979.
Da registrare anche il fatto che prima dell'inizio della stagione di gare Takuma Aoki incorse in un grave incidente che lo menomò permanentemente; il suo posto in squadra venne così preso da Sete Gibernau. Curiosa anche la situazione di Luca Cadalora che disputò quattro prove nell'annata utilizzando tre moto diverse, Yamaha, Suzuki e MuZ Weber.

Classifica piloti (prime 5 posizioni)
| Pos. | Pilota         | Moto  |     |     |   |   |     |     |   |    |   |     |    |     |    |     | P.ti |
| ---- | -------------- | ----- | --- | --- | - | - | --- | --- | - | -- | - | --- | -- | --- | -- | --- | ---- |
| 1    | Michael Doohan | Honda | Rit | 1   | 2 | 1 | 2   | Rit | 1 | 2  | 1 | Rit | 1  | 1   | 1  | 1   | 260  |
| 2    | Max Biaggi     | Honda | 1   | 3   | 3 | 2 | 5   | 6   | 2 | 6  | 2 | 1   | 3  | SQ  | 8  | 5   | 208  |
| 3    | Álex Crivillé  | Honda | 4   | 4   | 1 | 3 | 1   | 5   | 6 | 4  | 3 | 2   | 2  | Rit | 3  | Rit | 198  |
| 4    | Carlos Checa   | Honda | 8   | 2   | 4 | 4 | 3   | 1   | 5 | NQ |   | 7   | 10 | 6   | NP | 8   | 139  |
| 5    | Alex Barros    | Honda | 7   | Rit | 5 | 9 | Rit | 9   | 4 | 5  | 4 | 3   | 4  | 7   | 4  | 3   | 138  |
| Pos. | Pilota         | Moto  |     |     |   |   |     |     |   |    |   |     |    |     |    |     | P.ti |

| Legenda                                                                        | 1º posto        | 2º posto        | 3º posto | A punti      | Senza punti        | Grassetto=Pole position Corsivo=Giro più veloce |
| Legenda                                                                        | Gara non valida | Non qualificato | Ritirato | Squalificato | "-" Dato non disp. | Grassetto=Pole position Corsivo=Giro più veloce |
| Fonte dei dati: motogp.com, racingmemo.free.fr, autosport.com, jumpingjack.nl. |                 |                 |          |              |                    |                                                 |

Classifica costruttori (prime tre posizioni)
| Pos | Costruttore |   |   |   |   |   |   |   |   |    |    |   |    |   |    | P.ti |
| --- | ----------- | - | - | - | - | - | - | - | - | -- | -- | - | -- | - | -- | ---- |
| 1   | Honda       | 1 | 1 | 1 | 1 | 1 | 1 | 1 | 2 | 1  | 1  | 1 | 1  | 1 | 1  | 345  |
| 2   | Yamaha      | 3 | 7 | 6 | 6 | 6 | 2 | 3 | 1 | 5  | 5  | 5 | 3  | 2 | 4  | 198  |
| 3   | Suzuki      | 6 | 6 | 8 | 8 | 8 | 4 | 7 | 7 | 10 | 12 | 9 | 11 | 6 | 12 | 111  |
| Pos | Costruttore |   |   |   |   |   |   |   |   |    |    |   |    |   |    | P.ti |

### Classe 250
In occasione del primo gran premio stagionale, quello del Giappone il podio fu occupato totalmente da wild card.
Un finale controverso per l'assegnazione del titolo della 250: Tetsuya Harada e Loris Capirossi arrivano all'ultima gara in Argentina con le stesse possibilità. Capirossi iniziò l'ultimo giro in testa, fino a quando allargò una curva e lasciò ingenuamente uno spazio del quale Rossi approfittò e lo sorpassò, poche curve più avanti allargò di nuovo la traiettoria in una curva a destra veloce ed Harada lo superò. A due curve dal finale avvenne il contatto, con Harada parecchio avanti che chiuse la traiettoria e Capirossi molto distante che tentò il tutto per tutto. Rossi vinse, Capirossi finì secondo vincendo il titolo.

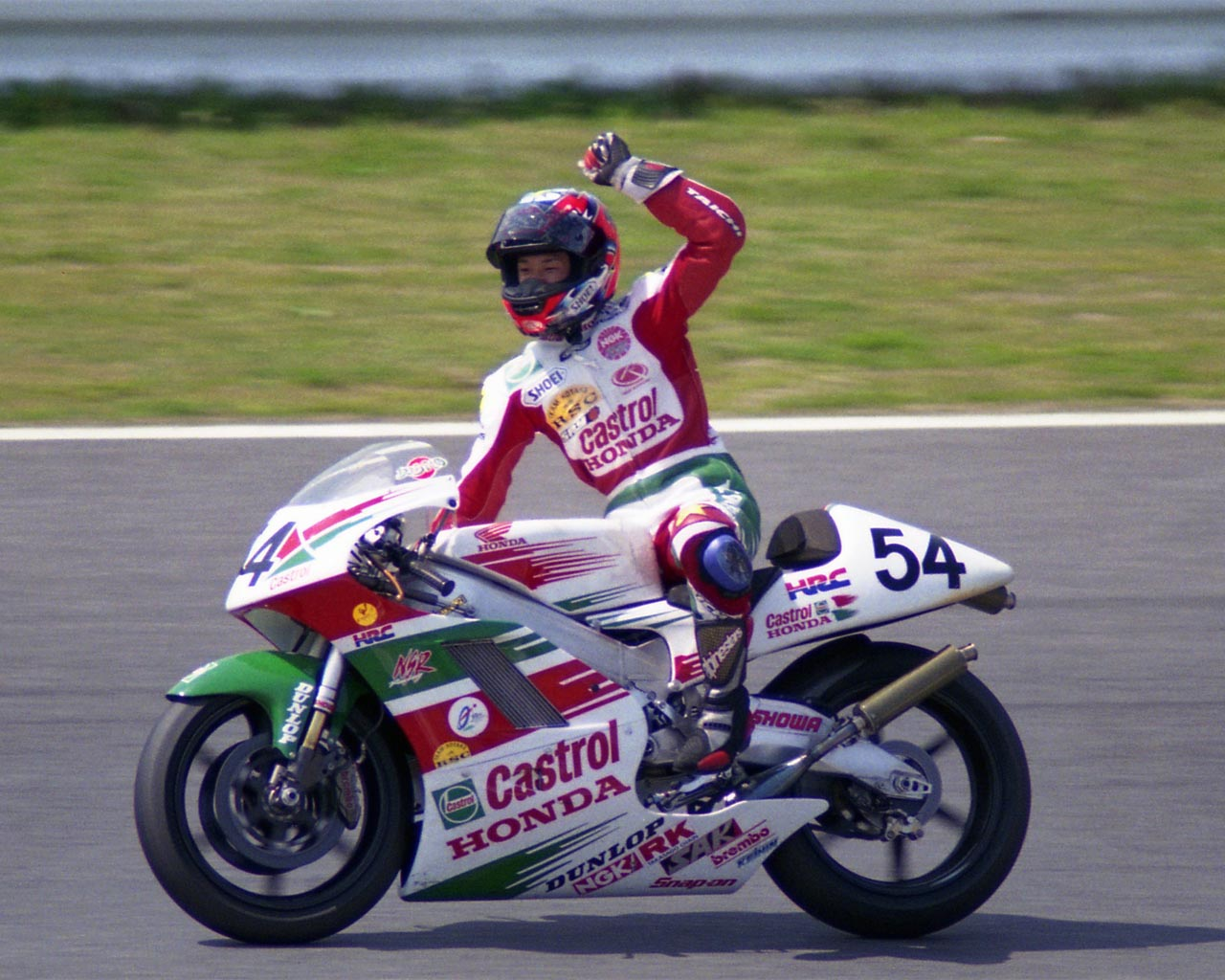
Daijirō Katō vincitore del GP del Giappone.

Il Mondiale non si chiuse lì e Capirossi verrà poi squalificato dalla classifica dell'ultima gara dopo un reclamo presentato da Harada per condotta antisportiva, ma il titolo mondiale non venne mai messo in discussione in ragione del fatto che Capirossi anche senza il secondo posto dell'ultima gara in classifica aveva più punti di Harada.
In seguito al controricorso presentato da Capirossi, la FIM lo riabiliterà restituendogli il secondo posto conquistato sul campo e i relativi 20 punti. Successivamente l'Aprilia romperà il contratto con Capirossi. Nel 2004 il Tribunale di Venezia diede ragione a Capirossi e condannò l'Aprilia al risarcimento dello stesso così esprimendosi: "Nessun comportamento scorretto, nessun volontario incidente.".
La classifica finale vide così Valentino Rossi, che disponeva di un'Aprilia ufficiale gestita da un team separato, inserirsi al secondo posto della classifica dopo aver ottenuto la vittoria in 5 occasioni, quante ne aveva ottenute Harada (il vincitore del titolo Capirossi ne ottenne invece due). La vittoria del titolo costruttori non fu invece mai in dubbio, essendo l'Aprilia la fornitrice di tutti e tre i primi piloti e l'unica vittoria di un'altra casa fu quella della Honda di Daijirō Katō nel gran premio inaugurale.
Oltre che nella gara finale della stagione, Harada fu protagonista di un altro caso singolare in occasione del GP di Spagna; fermatosi ai box durante la gara, dopo una riparazione effettuata all'interno del box stesso anziché nella corsia esterna come da regolamento, aveva ripreso la pista, ma fu fermato dai commissari con la bandiera nera.

Classifica piloti (prime 6 posizioni)
| Pos. | Pilota          | Moto    |     |     |    |     |     |     |     |     |     |     |    |   |     |     | P.ti |
| ---- | --------------- | ------- | --- | --- | -- | --- | --- | --- | --- | --- | --- | --- | -- | - | --- | --- | ---- |
| 1    | Loris Capirossi | Aprilia | 7   | 5   | 1  | 4   | 3   | 3   | Rit | 1   | 4   | 2   | 2  | 3 | 2   | 2   | 224  |
| 2    | Valentino Rossi | Aprilia | Rit | Rit | 2  | 2   | 2   | Rit | 1   | Rit | 3   | Rit | 1  | 1 | 1   | 1   | 201  |
| 3    | Tetsuya Harada  | Aprilia | 4   | 1   | SQ | 3   | 1   | 1   | Rit | 2   | 1   | 1   | 10 | 2 | Rit | Rit | 200  |
| 4    | Tōru Ukawa      | Honda   | Rit | 2   | 4  | 7   | Rit | 2   | 5   | 4   | Rit | 5   | 4  | 5 | 5   | 4   | 145  |
| 5    | Olivier Jacque  | Honda   | 5   | 3   | 3  | Rit | 4   | Rit | Rit |     |     | Rit | 5  | 4 | 3   | 3   | 112  |
| -    | Haruchika Aoki  | Honda   | 11  | 4   | 6  | 6   | 6   | Rit | 3   | 5   | Rit | 6   | 6  | 7 | 8   | Rit | 112  |
| Pos. | Pilota          | Moto    |     |     |    |     |     |     |     |     |     |     |    |   |     |     | P.ti |

| Legenda                                                                        | 1º posto        | 2º posto        | 3º posto | A punti      | Senza punti        | Grassetto=Pole position Corsivo=Giro più veloce |
| Legenda                                                                        | Gara non valida | Non qualificato | Ritirato | Squalificato | "-" Dato non disp. | Grassetto=Pole position Corsivo=Giro più veloce |
| Fonte dei dati: motogp.com, racingmemo.free.fr, autosport.com, jumpingjack.nl. |                 |                 |          |              |                    |                                                 |

Classifica costruttori (prime tre posizioni)
| Pos | Costruttore |   |    |   |   |   |   |   |   |    |   |   |   |   |   | P.ti |
| --- | ----------- | - | -- | - | - | - | - | - | - | -- | - | - | - | - | - | ---- |
| 1   | Aprilia     | 4 | 1  | 1 | 1 | 1 | 1 | 1 | 1 | 1  | 1 | 1 | 1 | 1 | 1 | 338  |
| 2   | Honda       | 1 | 2  | 3 | 5 | 4 | 2 | 3 | 3 | 10 | 5 | 3 | 4 | 3 | 3 | 215  |
| 3   | Yamaha      | 2 | 10 | 8 | 8 | 8 | 5 | 4 | 8 | 6  | 8 | 9 | 9 | 4 | 9 | 134  |
| Pos | Costruttore |   |    |   |   |   |   |   |   |    |   |   |   |   |   | P.ti |

### Classe 125

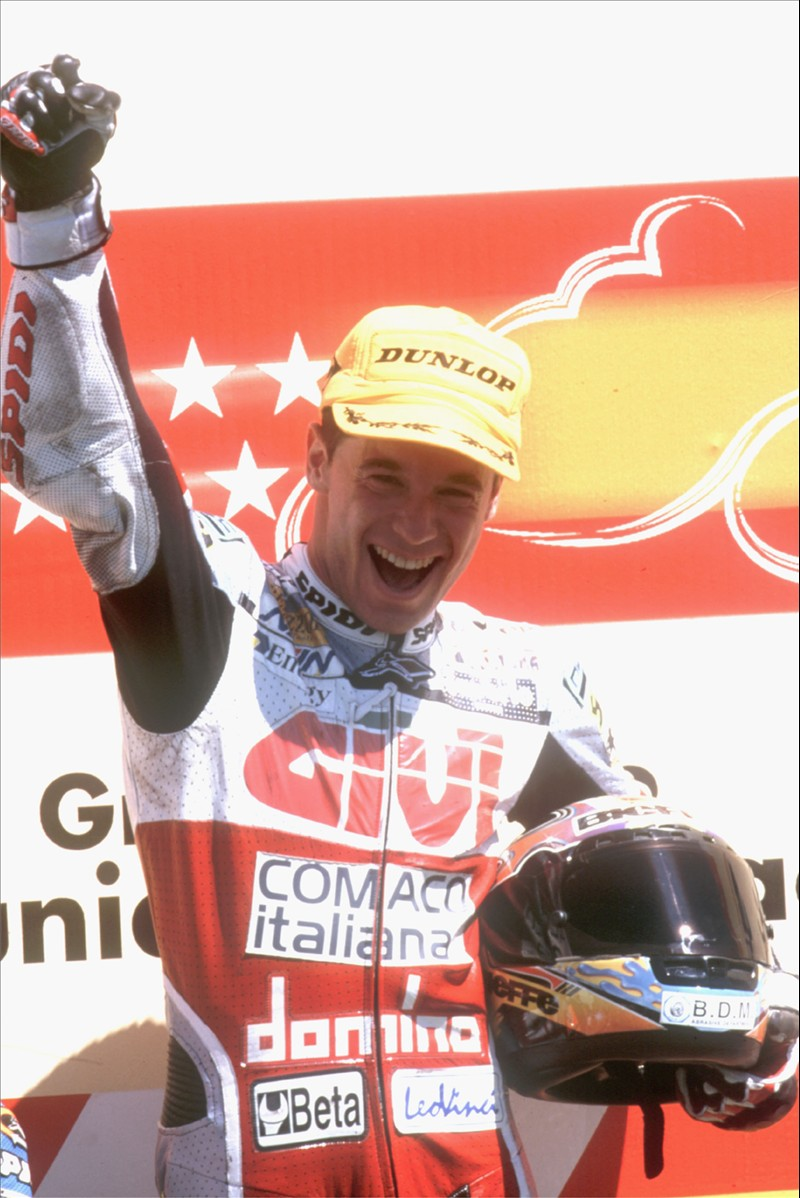
Lucio Cecchinello festeggia la sua prima vittoria nel motomondiale al GP di Madrid.

In occasione del Gran Premio motociclistico d'Olanda all'età di 15 anni e 324 giorni Marco Melandri superò il record di più giovane vincitore di un gran premio, superando quello precedente di Ivan Goi.
Come in occasioni precedenti il titolo riservato ai costruttori non andò alla casa motociclistica che equipaggiava il pilota vincitore del titolo iridato (Kazuto Sakata su Aprilia), bensì lo ottenne la Honda che equipaggiava i cinque piloti successivi.
Curiosamente, anche per quanto riguarda le vittorie nelle singole prove, il secondo classificato, Tomomi Manako ne ottenne più del vincitore Sakata: 5 vittorie a 4.
La vittoria del titolo mondiale da parte di Sakata fu per un qualche tempo in dubbio: dopo la penultima prova in Australia venne ipotizzato un suo uso di benzina irregolare, cosa che avrebbe comportato la sua squalifica e la perdita dei punti ottenuti con il quarto posto; le contro prove accertarono però la sua regolarità e la situazione venne ripristinata.
Curiosamente le prime nove posizioni in classifica furono occupate da piloti di sole due nazionalità, giapponesi e italiani.

Classifica piloti (prime 5 posizioni)
| Pos. | Pilota            | Moto    |    |     |     |     |     |     |    |     |     |     |     |   |   |   | P.ti |
| ---- | ----------------- | ------- | -- | --- | --- | --- | --- | --- | -- | --- | --- | --- | --- | - | - | - | ---- |
| 1    | Kazuto Sakata     | Aprilia | 1  | 6   | 1   | 4   | 1   | 4   | 2  | 1   | 7   | 2   | 4   | 9 | 4 | 5 | 229  |
| 2    | Tomomi Manako     | Honda   | 2  | 3   | 2   | 1   | Rit | Rit | 3  | Rit | 1   | Rit | 1   | 1 | 2 | 1 | 217  |
| 3    | Marco Melandri    | Honda   | 10 | Rit | 10  | 2   | 2   | 2   | 1  | 4   | 13  | 1   | 2   | 8 | 3 | 2 | 202  |
| 4    | Masao Azuma       | Honda   | 3  | 9   | 4   | 9   | 3   | Rit | 10 | Rit | Rit | Rit | 3   | 3 | 1 | 4 | 135  |
| 5    | Lucio Cecchinello | Honda   | 4  | 12  | Rit | Rit | 5   | 1   | 4  | 6   | NP  | 3   | Rit | 4 | 7 | 3 | 130  |
| Pos. | Pilota            | Moto    |    |     |     |     |     |     |    |     |     |     |     |   |   |   | P.ti |

| Legenda                                                                        | 1º posto        | 2º posto        | 3º posto | A punti      | Senza punti        | Grassetto=Pole position Corsivo=Giro più veloce |
| Legenda                                                                        | Gara non valida | Non qualificato | Ritirato | Squalificato | "-" Dato non disp. | Grassetto=Pole position Corsivo=Giro più veloce |
| Fonte dei dati: motogp.com, racingmemo.free.fr, autosport.com, jumpingjack.nl. |                 |                 |          |              |                    |                                                 |

Classifica costruttori
| Pos | Costruttore |   |    |   |   |    |   |    |   |   |    |   |   |   |    | P.ti |
| --- | ----------- | - | -- | - | - | -- | - | -- | - | - | -- | - | - | - | -- | ---- |
| 1   | Honda       | 2 | 1  | 2 | 1 | 2  | 1 | 1  | 2 | 1 | 1  | 1 | 1 | 1 | 1  | 330  |
| 2   | Aprilia     | 1 | 4  | 1 | 4 | 1  | 4 | 2  | 1 | 2 | 2  | 4 | 9 | 4 | 5  | 243  |
| 3   | Yamaha      | 5 | 17 | 7 | 5 | 10 | 7 | 12 | 3 | 6 | 13 | 6 | 7 | 5 | 14 | 111  |
| Pos | Costruttore |   |    |   |   |    |   |    |   |   |    |   |   |   |    | P.ti |